# José Ignacio (football)
Pour les articles homonymes, voir José Ignacio.
José Ignacio Saénz Marín (né le 28 septembre 1973 à Logroño à La Rioja) est un joueur de football international espagnol, qui évoluait au poste de milieu de terrain.

## Biographie

### Carrière en sélection
Avec l'équipe d'Espagne, il joue deux matchs (pour aucun but inscrit) en 2001. 
Il figure dans le groupe des sélectionnés lors des JO de 1996. Il joue quatre matchs lors du tournoi olympique.

## Palmarès
| Real Saragosse - Coupe d'Espagne (1) : - Vainqueur : 2000-01. |  | Espagne espoirs - Euro espoirs : - Finaliste : 1996. |